# Neues Rotes Haus am Markt

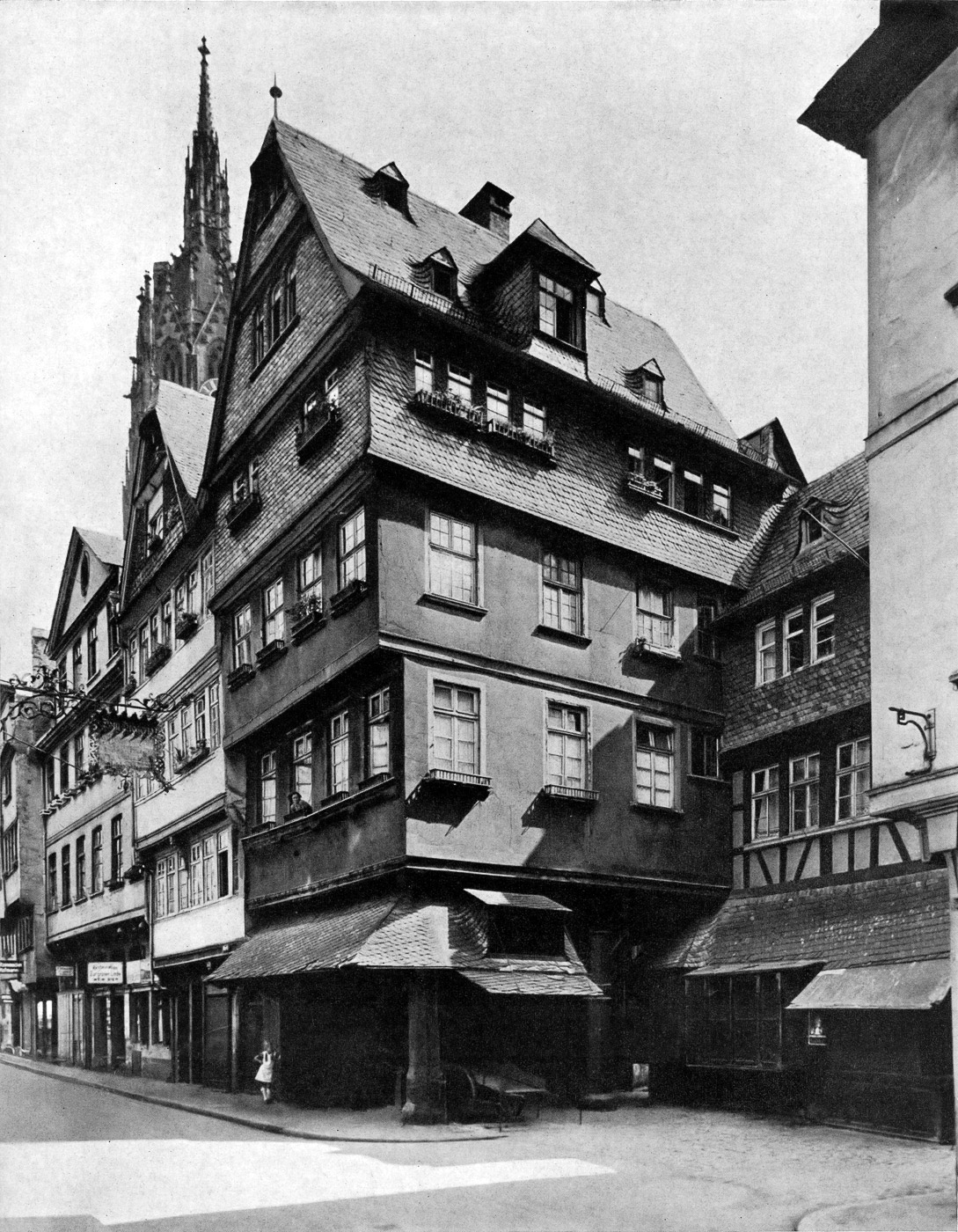
Neues Rotes Haus von Nordwesten, links (östlich) daneben das Alte Rote Haus, um 1910

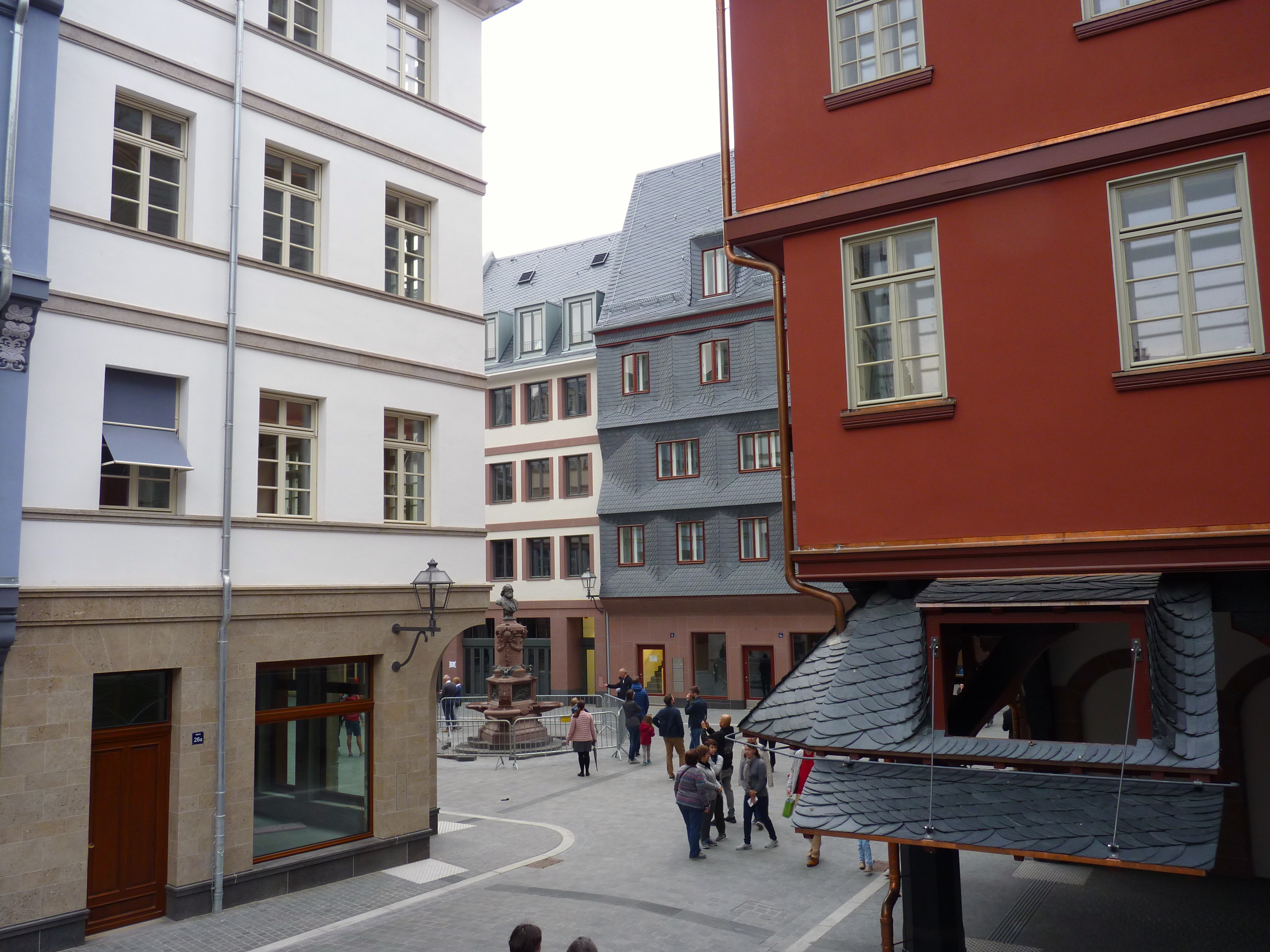
Blick vom Roten Haus Richtung Hühnermarkt

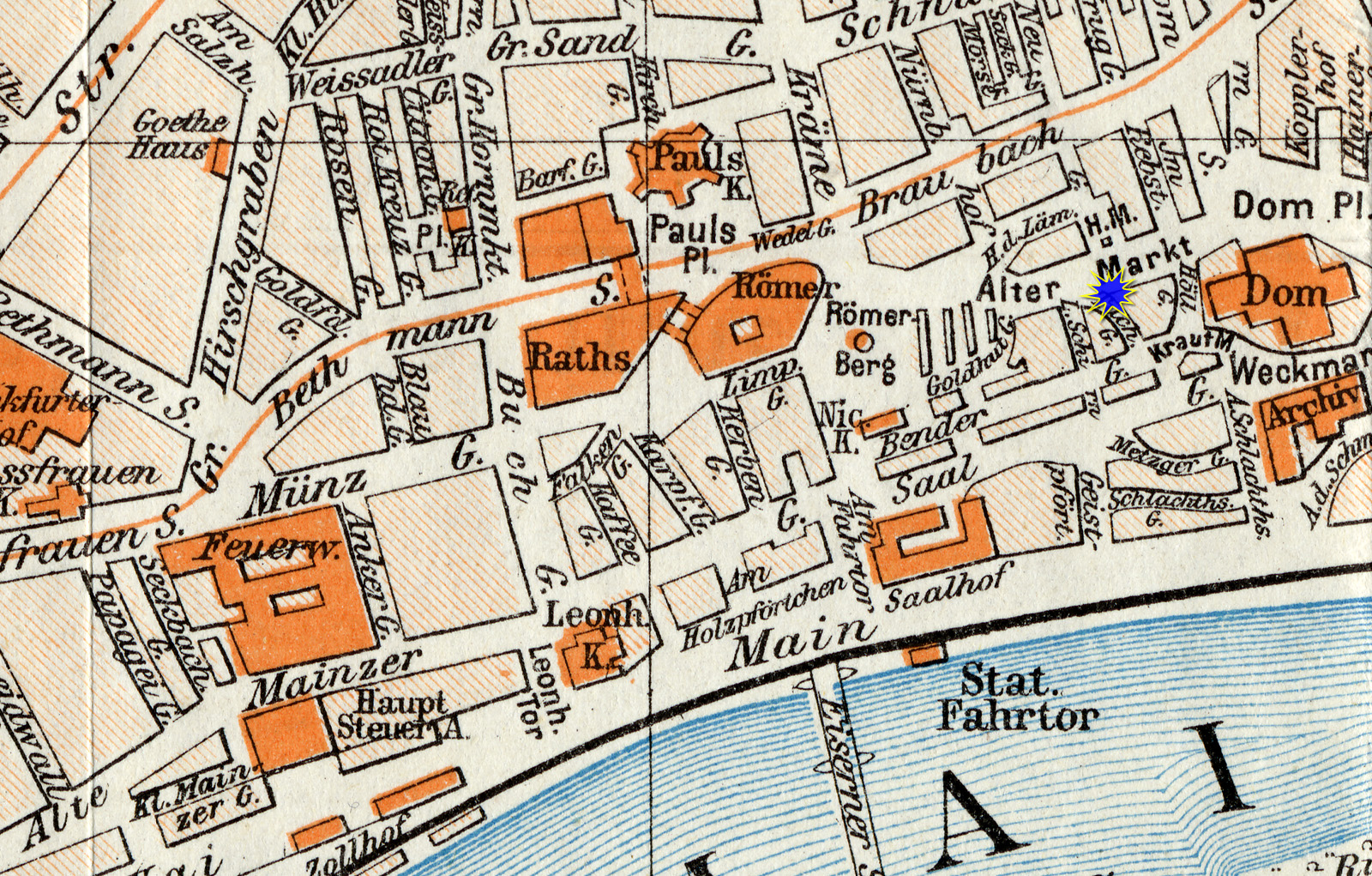
Position des Gebäudes in der Frankfurter Altstadt
(Chromolithografie, 1904)

Das Neue Rote Haus am Markt – in Abgrenzung zum Roten Haus auf der Zeil sowie dem direkt östlich benachbarten Alten Roten Haus, das den Zugang enthielt – war ein wohl im 14. Jahrhundert erbautes Fachwerkhaus in der Altstadt von Frankfurt am Main. Es befand sich auf der Mitte des Markts, der vom Domplatz zum Römerberg führenden Altstadtpassage, dem einstigen Krönungsweg der Kaiser des Heiligen Römischen Reiches. Nördlich des Baus lag der Hühnermarkt, südlich eröffnete sich in die Gasse Tuchgaden, südwestlich die Lange Schirn; die Hausanschrift lautete Markt 17.
Mit seiner im Wesentlichen aus nur drei Eichenholzsäulen bestehenden Erdgeschosskonstruktion, die das gesamte Gewicht des darüber befindlichen dreistöckigen Gebäudes trug, war das Gebäude ein Unikat der gesamten deutschen Fachwerklandschaft und eine weit über die Stadt hinaus bekannte Attraktion. Es galt als ein herausragendes Beispiel für mittelalterlichen Städtebau und Gemeinsinn. Es war jahrhundertelang als Schirn, an der die bekannten Frankfurter Würstchen verkauft wurden, bekannt.
Im März 1944 verbrannte das Neue Rote Haus nach den alliierten Bombenangriffen auf Frankfurt wie die übrige Altstadt fast restlos. Das 1973–1974 auf dem Gelände errichtete Technische Rathaus wurde 2010 bis 2012 abgerissen; laut Beschluss der Stadtverordnetenversammlung von 2007 wurden das Neue Rote Haus und das Alte Rote Haus 2013 bis 2018 im Rahmen des Dom-Römer-Projekts originalgetreu rekonstruiert.

## Geschichte

### Der Bau des 14. Jahrhunderts

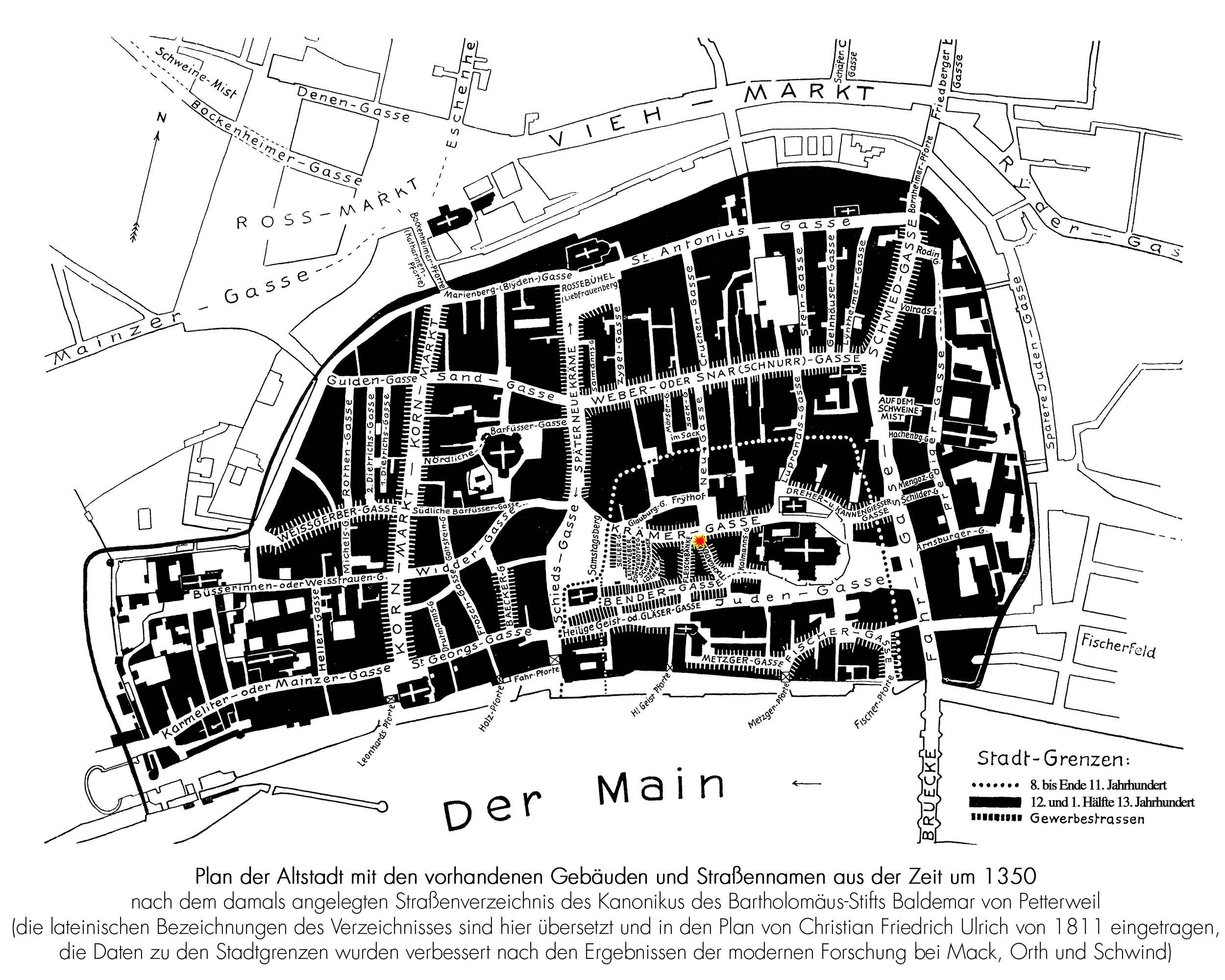
Plan der Altstadt mit Roten Haus, um 1370

In einer Urkunde von 1322 ist erstmals die Rede von einem „Rodinhus“ und einem „eckekram und die sehes schirnen gein dem Rodin hus“. An seiner Stelle hat 1322 demnach bereits ein Gebäude existiert, an das eine Vielzahl von Schirnen gebaut waren. Einige Jahrzehnte später beschreibt eine Urkunde über eine Erbleihe aus dem Jahr 1360 ein „hus und gesezse genannt daz Rodehus obbir den gewantgadin und den fleisschirnen gelegin“ sowie auf „nuhen Suln“, also ein rotes, über Schirnen auf „neuen“ Säulen stehendes Haus, es war offenbar 1360 noch nicht sehr alt.
Die augenscheinliche Besonderheit des Hauses, dass es auf Säulen errichtet war, wurde bemerkt und explizit schriftlich festgehalten. Die Erbleihe von 1360 ist der Beginn einer langen Tradition urkundlicher Erwähnungen, die immer wieder jenes bauliche Alleinstellungsmerkmal nennen. Man kann die erstmalige Erbauung des Hauses zwischen 1322 und 1360 ansetzen. Das Nachbarhaus, zur Abgrenzung als Altes Rotes Haus bezeichnet, muss aber schon aufgrund seines Attributs davor existiert haben, zumal das Neue Rote Haus ohne ein Erdgeschoss einen seine oberen Stockwerke erschließenden Anbau benötigte. Im Nachbarhaus fanden sich zwei Treppenhäuser: das westliche erschloss das Haus auf den Säulen, das östliche die Obergeschosse des Hauses selbst.

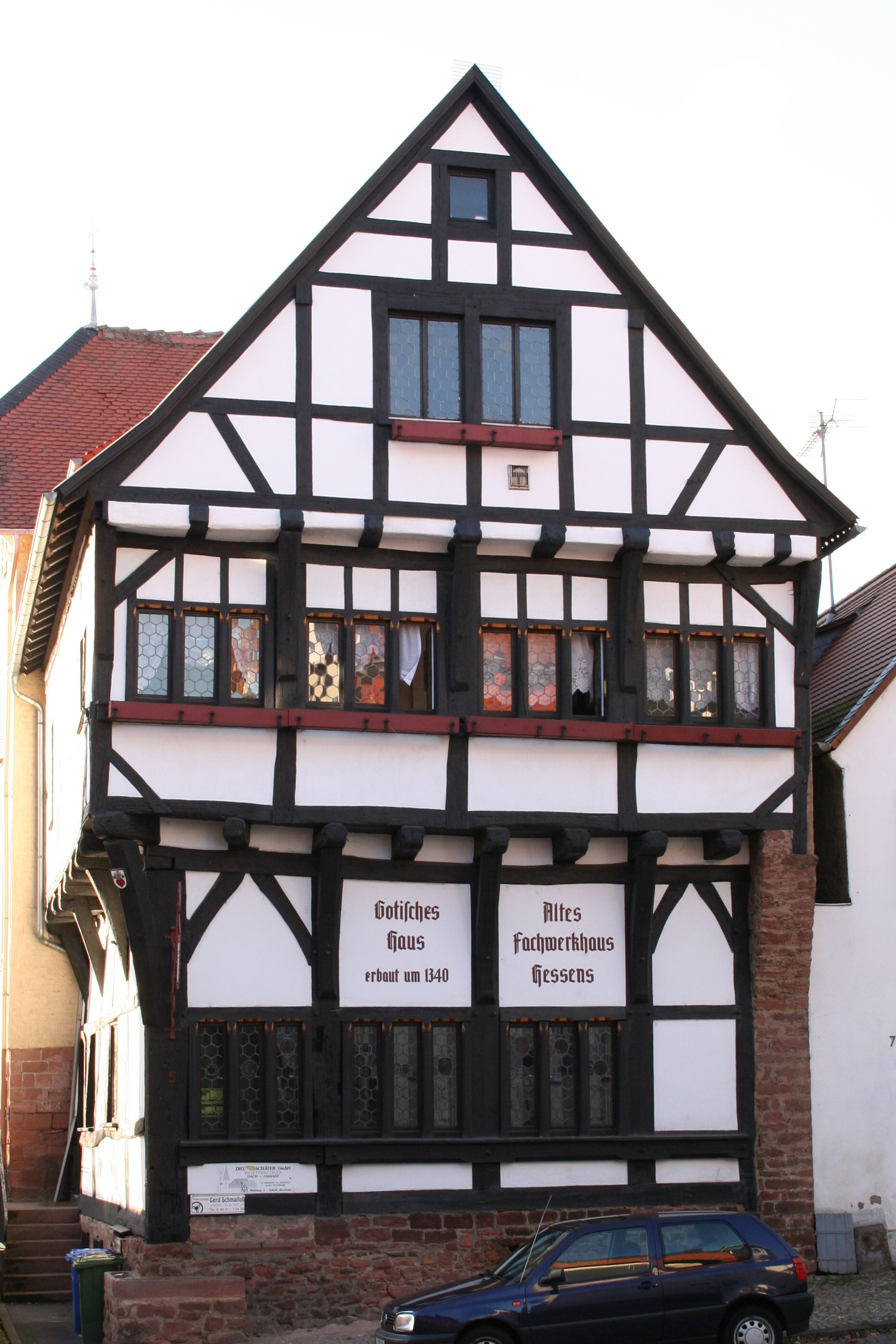
Haus Kuhgasse 5 in Gelnhausen, 1348

Es sind jedoch nicht nur urkundliche Belege, die eine Erbauung im 14. Jahrhundert glaubhaft erscheinen lassen. Eine Bestätigung hierfür kann auch in Analogien zu anderen Fachwerkbauten des hessisch-fränkischen Stils gesucht werden. Obwohl das Rote Haus wie alle Bauten am Markt seit der zweiten Hälfte des 18. Jahrhunderts immer verputzt war, zeigen erhaltene Detailfotos doch sichtbar das konstruktive Detail eines aufgeblatteten Brustriegels – zur Aussteifung des Geschosses gegen horizontal angreifende Kräfte – unterhalb der Fenster des ersten Obergeschosses. Eine nahezu identisches bauliches Detail findet sich z. B. am heute dendrochronologisch auf 1348 datierten Haus Kuhgasse 5 in Gelnhausen oder dem in seinen Dimensionen dem Neuen Roten Haus ähnlicheren Haus Hersfelder Straße 10/12 in Alsfeld aus dem Jahre 1375.
Erst das Zusammenfallen der urkundlichen Belege wie der baulichen Details lässt aus heutiger Sicht eine Baulegung in der 1. Hälfte des 14. Jahrhunderts sicher erscheinen. Wie viel von der ursprünglichen Konstruktion bis 1944 erhalten war, ist derweil fraglich. Der Kunsthistoriker und Kenner der Frankfurter Altstadt, Fried Lübbecke, schrieb 1926: „Allgemein nimmt man an, jedenfalls verführt durch die stilistischen Formen der Säulen, dass es erst im 15. Jahrhundert erbaut worden ist. […] Nach unserer Meinung stammen diese eichenen Säulen noch aus dem 14. Jahrhundert, wenn auch ein oder das andere Kopfband später erneuert worden ist. […] Selbstverständlich wird der Oberbau im Laufe der Jahrhunderte viele Veränderungen erfahren haben.“ Letztlich hätte die Frage nach dem Alter bzw. der exakten Differenzierung der Bauphasen einzelner Hausbestandteile nur eine dendrochronologische Untersuchung klären können, die aber ausscheidet, da nicht einmal mehr Reste der Säulen vorhanden sind.

### Gründe für die Konstruktion und das gewerbliche Umfeld
In dieser Form im Fachwerkbau des gesamten deutschen Raums einzigartig – soweit heute bekannt – war die Konstruktion auf Säulen. Es gab und gibt zwar Häuser vergleichbaren Alters, bei denen die Erdgeschosse in eine Halle aufgelöst sind, aber kein einziges Beispiel für eine totale Reduktion auf die statisch notwendigsten Elemente, wie es am Neuen Roten Hause der Fall war. Um die Gründe für diesen Minimalismus zu verstehen, muss man sich die Situation in der Frankfurter Altstadt Mitte des 14. Jahrhunderts vor Augen führen.
Der Markt wurde damals noch als Krämergasse bezeichnet. Er führte zum Pfarreisen, dem späteren Domplatz, wo sich das alte Rathaus der Stadt und die (gerade in ihrem gotischen Umbau befindliche) Kirche befanden. Das Aufblühen der Stadt in staufischer Zeit hatte schnell zu einer so erheblichen Verdichtung der Altstadtbebauung geführt, so dass 1333 von Kaiser Ludwig IV. eine Stadterweiterung genehmigt wurde. Die im Anschluss entstehende Neustadt war jedoch eher landwirtschaftlich geprägt, wer am Wirtschaftsleben teilhaben wollte, benötigte ein Haus zumindest innerhalb der um 1200 entstanden staufischen Stadtmauern, heute noch in Resten in den Straßen im Stadtbild erkennbar, die das Suffix -graben tragen.

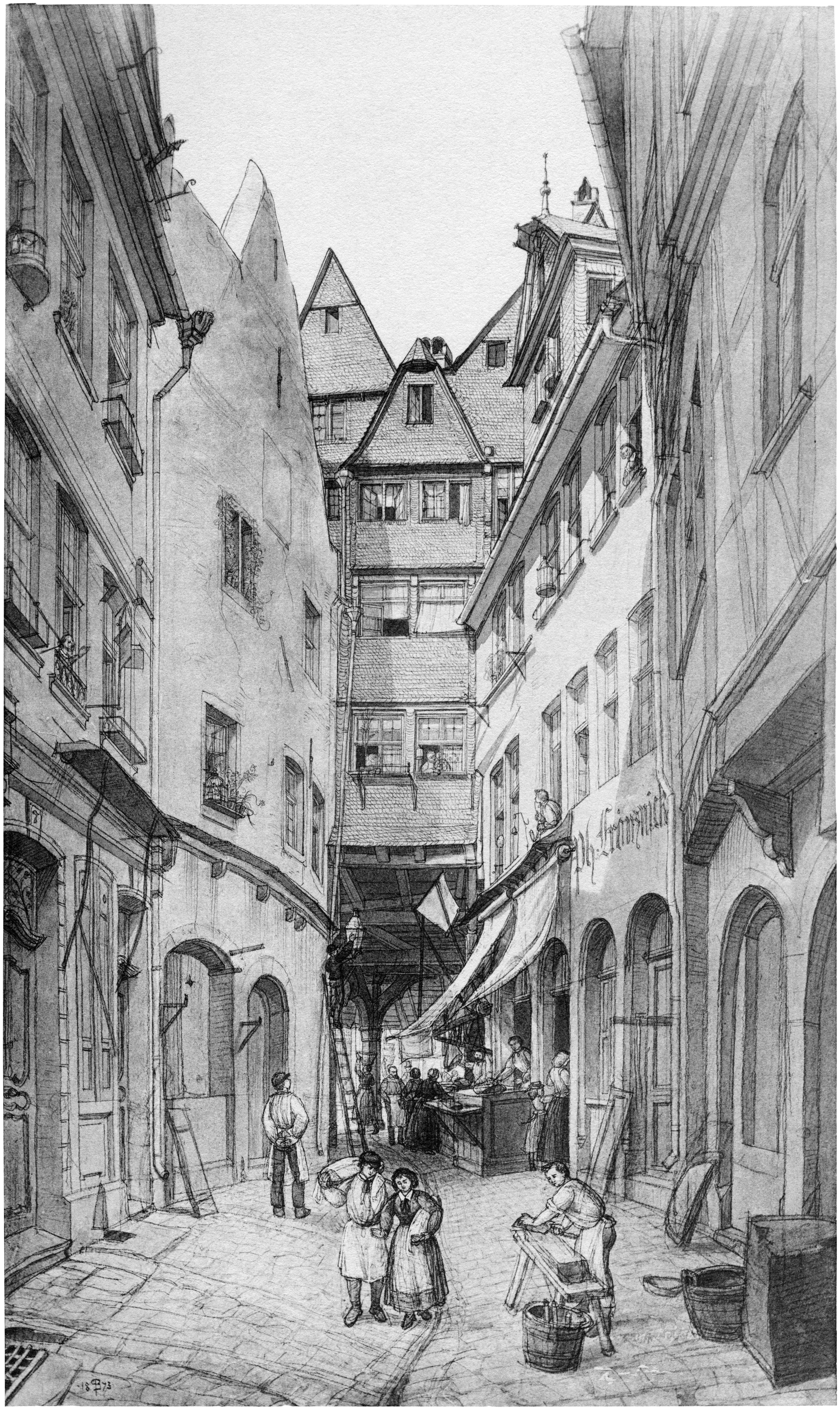
Tuchgaden und Neues Rotes Haus von Süden, 1873

Entsprechend lebten rund um den Dom, dicht aufeinander gedrängt, verschiedenste Handwerke und 1355 bereits 14 Zünfte, was viele nach dem Zweiten Weltkrieg aufgehobene, teils noch heute existierende Straßennamen bezeugen. Der Markt war also der in jeder Hinsicht wichtigste Straßenzug des mittelalterlichen Frankfurt, in etwa vergleichbar mit der heutigen Zeil. Mitte des 14. Jahrhunderts waren die Gewandmacher bzw. Wollenweber eine der bedeutendsten Berufsgruppen, schnell gefolgt von den Metzgern. Das „Frankfurter Tuch“ war ein stehender Begriff und bedeutender Exportartikel, der der gleichnamigen Altstadtgasse Tuchgaden ihren Namen gegeben hatte. In den feuerfesten Gewölben der Häuser hielten die 1215 erstmals erwähnten Gadenleute ihre kostbare Ware feil.
Die Tuchgaden aber stießen an der Stelle des Neuen Roten Hauses senkrecht auf den Markt. Ein gewöhnlicher Neubau hätte den Zugang zu dieser Lebensader des Handels verbaut und dem Gewerbe der Tuchhändler die Grundlage entzogen. Es haben sich keine Schriftzeugnisse über eine Auseinandersetzung zwischen verschiedenen Interessengruppen erhalten; man kann annehmen, dass der Bauherr bereits von Anfang an den Plan der Konstruktion auf Säulen hatte.

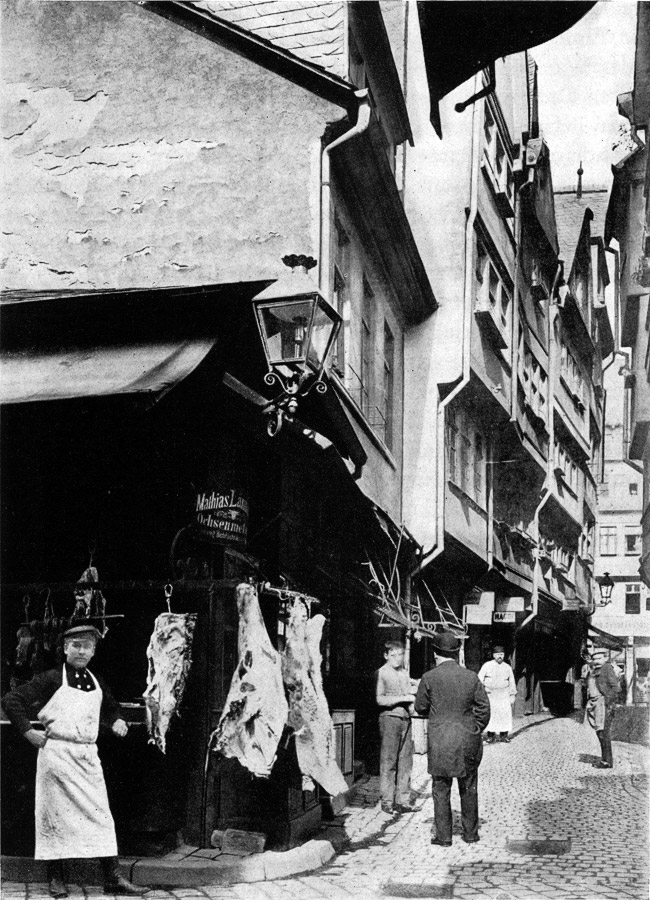
Metzger in der Langen Schirn, 1911

Die Konstruktion bezeugte nicht nur eine Meisterschaft in der Zimmermannskunst, die damals weniger aus Lehrwerken denn aus Erfahrungswerten schöpfte, sondern auch ein funktionierendes Gemeinwesen, das auf eine Koexistenz der verschiedenen gesellschaftlichen Gruppen ausgerichtet war. Dies beeindruckt noch mehr, als die Organisation dieses Gemeinwesens, die Selbstverwaltung der Stadt, damals erst wenige Jahrzehnte währte. Denn selbst wenn das Haus jünger war als Indizien es vermuten lassen, so war es dann doch nur eine Kopie eines Vorgängerbaus und der mit ihm verbundenen städtebaulichen Idee, die bereits in der ersten Hälfte des 14. Jahrhunderts existierte.
Wen man sich unter dem oder den Bauherren vorzustellen hat, liegt im Dunkel der Geschichte. Nach den im Umfeld des Hauses befindlichen Fleischbänken der Metzger trug die Nord-Süd-Achse Lange Schirn ihren Namen, die das Heilig-Geist-Plätzchen in der Saalgasse mit dem Markt verband. Südlich der Saalgasse verliefen parallel zum Main die Schlachthaus- sowie die Metzgergasse, wo der zugehörige Berufsstand traditionell ansässig war. Am nahen Mainufer befand sich das kurz nach 1349 errichtete gotische Schlachthaus, das aber bereits einen wohl noch romanischen Vorgängerbau ersetzte. Unter dem Neuen Roten Haus hatte sich die Zunft nun einen wichtigen, von ihrem Viertel aus problemlos zu bedienenden Absatzpunkt exakt an der Mitte der wirtschaftlichen Lebensader der Stadt gesichert.

### Entwicklung des Gebäudes
Der auch heute noch enorme Reichtum an Urkunden über das Haus lässt es zu, die Besitzer des Hauses in fast lückenloser Abfolge zu rekonstruieren. Dies ist bereits 1939 durch den Altstadtforscher Wilhelm Graubert geschehen. Er publizierte seine umfangreiche Arbeit nicht; sie ist als Typoskript im Institut für Stadtgeschichte. Daher sollen hier nur die bereits von der Literatur genannten oder aus bereits existierenden Urkundenregesten ersichtlichen Besitztumsverhältnisse dargestellt sein.
Laut einem Währschaftsbrief vom 9. November 1396, in dem es eigentlich um eine Schirn unter dem Gebäude geht, gehörte das Haus damals einem Peter Scheffer und seiner Frau Katharina. Aus der Urkunde geht weiter hervor, dass dieser es von seinem Vater Konz Scheffer geerbt hatte. Es ist nicht in Erfahrung zu bringen, welchem Beruf Scheffer nachging; da ihm aber laut der Urkunde eine eckkram, also eine Art Ladengeschäft gehörte, war er wohl zumindest eine Art von Handelsmann. Im Bestand der Holzhausen-Urkunden des Instituts für Stadtgeschichte nennt ein Schriftstück vom 14. Mai 1412 weitere Informationen. Peter Scheffer wird als tot bezeichnet, einem Johann Erwin gehört das Nachbarhaus, das Alte Rote Haus.

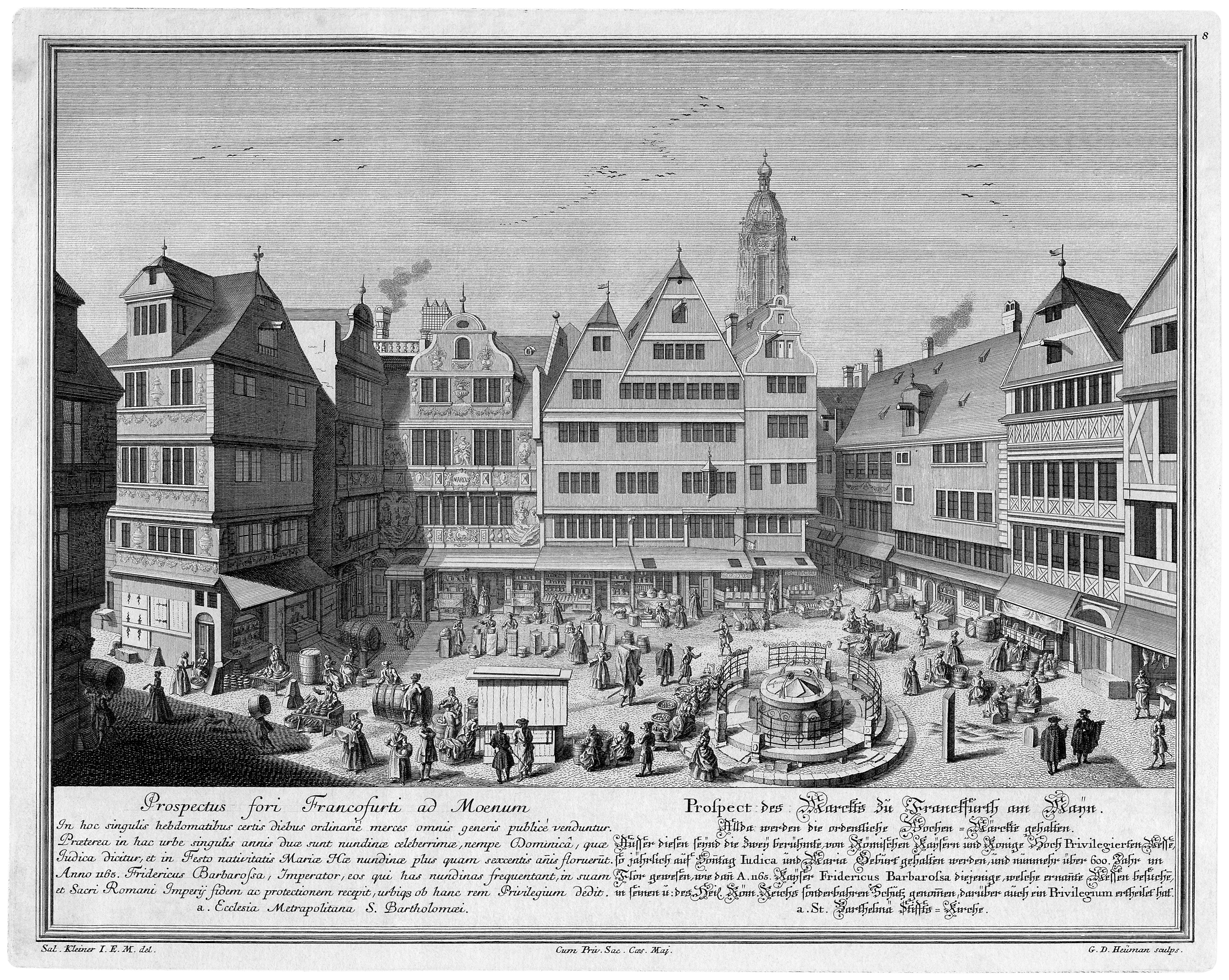
Hühnermarkt mit Neuen Roten Haus (ganz rechts angeschnitten), 1728
(Kupferstich von Georg Daniel Heumann nach Zeichnung von Salomon Kleiner)

1469 wird ein ebenfalls zum Zeitpunkt der Beurkundung bereits toter Eberhard Budener als einstiger Besitzer genannt, aber auch Peter Scheffer nochmals namentlich genannt, der wohl ein bedeutender Mann war. Seit Mitte des 15. Jahrhunderts gehörte das Haus dann dem Goldschmied Herburt Bencker, nach seinem Tod dessen Witwe Christine Hallenberger, ihrem zweiten Mann Hans Böbinger von Speyer und seit Anfang des 16. Jahrhunderts schließlich dem Ehepaar Hans Lot und Ursula Geisler.
1533 erwarben der Goldschmied Barthel Deublinger und seine Frau Margarethe Bach von ihnen das Neue Rote Haus. Die Familie Deublinger war eine im 15. Jahrhundert aus Ulm eingewanderte Tuchhändlerfamilie, ihr Stammhaus das Haus Gadeneck an der Ecke Tuchgaden / Krautmarkt. 1545 führte Barthel Deublinger am Neuen Roten Haus einen tiefgreifenden Umbau durch. Letzteres trug als sichtbares Zeichen davon noch bis 1944 einen Kragstein mit der Jahreszahl 1545 und dem Wappen der Deublingers.
Als glücklicher Zufall gilt, dass der bedeutende Kupferstecher Salomon Kleiner in seinem 1738 veröffentlichten Ansichtenwerk der Stadt eine Teilansicht des Neuen Roten Hauses noch in unverputzten Zustand zeigte. Hierauf ist auf Höhe des 1. Stocks deutlich ein Fachwerk der sogenannten Übergangszeit zu erkennen, wie es im mitteldeutschen Verbreitungsgebiet, zu dem auch Frankfurt zählt, zwischen 1470 und 1550 gebaut wurde. Auch sind deutlich der Überhang des 2. Stocks und die Form des Dachs zu sehen, wie sie bis zum Zweiten Weltkrieg zu beobachten waren. Dadurch gilt es als gesichert, dass der Umbau Deublingers die Obergeschosse in die bis 1944 überkommene Form brachte.

### Nachkriegszeit
Nach der totalen Zerstörung der Frankfurter Altstadt im Zweiten Weltkrieg wurde das Gebiet zwischen Dom und Römer Anfang der 1950er Jahre abgeräumt. Ausgenommen war die Zone, die direkt östlich an den ehemaligen Standort des Neuen Roten Hauses anschließt und sich bis kurz vor den Domturm erstreckt, wo man archäologische Funde bis zurück in die Römerzeit machte, vor allem aber gut erhaltene Reste der von Ludwig dem Frommen um 820 errichteten Königspfalz Frankfurt freilegte. Die Keller der anschließenden hochmittelalterlichen Bebauung hatten das hervorragende karolingische Mauerwerk teils mit einbezogen und sind im Westen des heute als Archäologischer Garten bekannten Gebietes teils noch heute in Resten erhalten; sie gehören aber zu Bauten südlich des einstigen Neuen Roten Hauses im Tuchgaden.
Nach der Freilegung blieb das Areal in der Nachkriegszeit über knapp zwei Jahrzehnte unbebaut. Das einstige Zentrum der Altstadt diente unter anderem als Parkplatz. 1973/74 entstand nach Beschluss der Stadtverordnetenversammlung von 1969 teils nördlich, teils im Verlauf des ehemaligen Marktes das Technische Rathaus im brutalistischen Betonstil. Für den Bau der U-Bahn-Station Dom/Römer sowie den Aushub einer Tiefgarage zwischen Römerberg und Archäologischem Garten wurden in derselben Zeit die archäologischen Schichten der Keimzelle Frankfurts herab bis auf den aufgehenden Auenlehm binnen weniger Wochen abgebaggert; entsprechend unvollständige Notgrabungen erbrachten nur wenige Erkenntnisse.
1983 bis 1986 errichtete man südlich des ehemaligen Standorts, in etwa entlang der ehemaligen Bendergasse, die Kunsthalle Schirn, die die bis 1944 gängige, volkstümliche Bezeichnung des Neuen Roten Hauses wieder aufnahm. Die zusammen mit der Kunsthalle entstandenen, ebenfalls vom Architekturbüro BJSS (Dietrich Bangert, Bernd Jansen, Stefan Jan Scholz und Axel Schultes) entwickelten Annexbauten der Ostzeile auf dem Samstagsberg/Römerberg können als Reminiszenz an das Alte und das Neue Rote Haus verstanden werden. Während der östliche Bau im Erdgeschoss lediglich aus Säulen und Mauern besteht und von anliegenden Geschäften als Verkaufs- und Gastronomiefläche genutzt wird, versorgt der mittlere Bau sowohl das östliche als auch die westlichen Gebäude der Ostzeile mit Treppenhaus- und Fahrstuhlinfrastruktur und erschließt in den Nachbargebäuden liegende Wohnungen in den Obergeschossen über kleine Brücken.

### Rekonstruktion

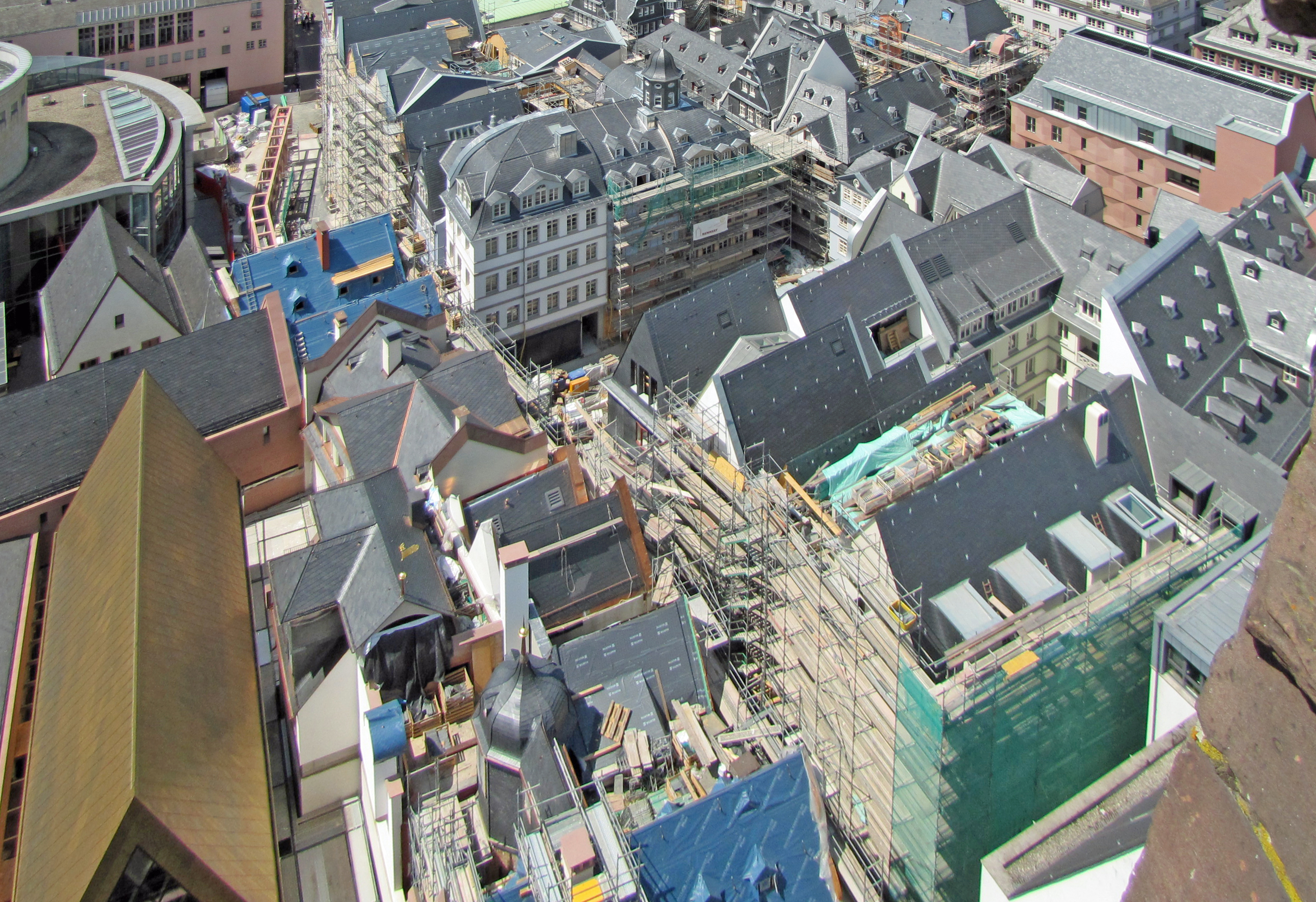
Das Rote Haus und das Neue Rote Haus noch blau zugedeckt (oben links) beim Wiederaufbau

Am 6. September 2007 beschloss die Stadtverordnetenversammlung mit den Stimmen der CDU, Bündnis 90/Die Grünen, FDP und Freien Wähler gegen die Stimmen von SPD und Die Linke die Neubebauung des Dom-Römer-Areals; zuvor war bereits eine Entscheidung über den Abriss des Technischen Rathauses gefallen. Bei der Neubebauung sollte – erstmals und entgegen sämtlichen baulichen Aktivitäten auf dem Areal seit dem Zweiten Weltkrieg – wieder „der historische Quartiersgrundriss weitestgehend zur Grundlage der Planung gemacht“ werden.
Neben der originalgetreuen Rekonstruktion von 15 historischen Bürgerhäusern entstanden weitere 20 Gebäude entsprechend einer Ende 2009 verabschiedeten Gestaltungssatzung. Zu den originalgetreu zu rekonstruierenden Bürgerhäusern zählten auch die Häuser Markt 15 und Markt 17. Im Unterschied zur historischen Überlieferung wurden während der Rekonstruktion das ehemalige Alte Rote Haus Nr. 15 zeitweise als Neues Rotes Haus bezeichnet, das ehemalige Neue Rote Haus am Markt Nr. 17 als Rotes Haus. Der Namenswechsel folgte der 2006 im Auftrag der Stadt Frankfurt erstellten Dokumentation Altstadt.
In unmittelbarer Nachbarschaft entstanden auch die Häuser Markt 13 (Grüne Linde) und Markt 5 (Goldene Waage) als Rekonstruktionen. Alle Häuser waren Ende 2017 äußerlich im Wesentlichen fertiggestellt. Ende September 2018 wurde das Dom-Römer-Quartier mit einem dreitägigen Volksfest eingeweiht.